# Tử thi lên tiếng
Tử thi lên tiếng là phần thứ 3 trong loạt phim truyền hình thể loại hình sự Hồ sơ lửa của Việt Nam, do hãng Senafilm sản xuất năm 2017, đạo diễn bởi Dũng Nghệ.

## Nội dung
Kể về câu chuyện của Quỳnh – một cô gái mồ côi khi tròn 15 tuổi, cô được ông Dũng (một bác sĩ pháp y) bảo trợ, nuôi nấng từ khi bố mẹ Quỳnh cùng nhau tự tử chết với lý do ông Dũng là bạn học cùng đại học y với họ. Chính vì vậy, con đường tới với ngành y và đặc biệt là pháp y đến với Quỳnh như một sự tự nhiên.
Sau khi ra trường, Quỳnh trở thành đồng nghiệp, trợ thủ cho cha nuôi trong tất cả những vụ án do ông làm giám định pháp y. Nhưng ẩn chứa bên trong cô gái là một ham muốn mãnh liệt, giải mã về cái chết bí ẩn của chính bố mẹ mình bởi Quỳnh chưa bao giờ tin rằng bố mẹ cô lại tìm tới cái chết khi họ đang có một gia đình hạnh phúc và những

## Diễn viên
- Nhung Kate trong vai Quỳnh
- Quốc Thái trong vai Dương
- Hứa Vĩ Văn trong vai Nguyễn Quang Huy
- Lâm Minh Thắng trong vai Tuấn
- Huỳnh Trường Thịnh trong vai Thành
- Tùng Yuki trong vai ông Sang
- Hoàng Thanh trong vai Đại tá Minh
- Kim Phượng trong vai Sâm Xi (Hai Hảo)
- Phi Long trong vai Lâm béo
- Võ Hiệp trong vai Khanh
- Yan Mi trong vai Quyên
- Sỹ Toàn trong vai Hải chột

## Phát sóng
Tử thi lên tiếng được phát sóng lần đầu trên kênh SCTV14.

## Giải thưởng
| Năm  | Giải thưởng         | Hạng mục                | Đề cử                        | Nhận giải   | Kết quả       | Tham khảo |
| ---- | ------------------- | ----------------------- | ---------------------------- | ----------- | ------------- | --------- |
| 2018 | Giải Cánh diều 2017 | Phim truyện truyền hình | Phim truyện xuất sắc         | (bộ phim)   | Cánh diều Bạc | [ 4 ]     |
| 2018 | Giải Cánh diều 2017 | Phim truyện truyền hình | Nam diễn viên chính xuất sắc | Quốc Thái   | Đoạt giải     | [ 4 ]     |
| 2018 | Giải Cánh diều 2017 | Phim truyện truyền hình | Biên kịch xuất sắc           | Lê Anh Thúy | Đoạt giải     | [ 4 ]     |